# 直布罗陀语言
直布罗陀语言指在直布罗陀应用的语言。直布罗陀实际上的官方语言为英语，广泛应用于政府与教育。
大部分直布罗陀人具备双语能力，即同时操英语与西班牙语，这是由于直布罗陀与西班牙二者密切关系导致的。此外，由于地理上临近北非的摩洛哥与阿尔及利亚，直布罗陀亦有一个小规模的北非人社区，他们以摩洛哥人为主，操马格里布阿拉伯语、柏柏尔。2001年，大约有961名摩洛哥人。